# الصينية (أغنية)
الصــــينية هو عنوان أغنية مغربية شهيرة لمجموعة ناس الإيوان من الألبوم الذي يحمل نفس عنوان الأغنية الذي صدر سنة 1976م. حروف الأغنية مستقاة من التراث المغربي الأصيل.

## الدلالات
بأسلوب تحسري، تحت عنوان «آه يا الصينية»، تتكرر العبارة كل مرة من سطور الأغنية، بأداء متميز للمرحوم بوجميع الذي كان متواجدا بين أعضاء المجموعة آنذاك.
و يقصد «بالصينية» في الثقافة والتراث المغاربي تلك الجلسة العائلية والحميمية التي تجمع بين الأصدقاء أو أفراد العائلة والأسرة على مائدة مستديرة تتوسطها صينية مستديرة أو مستطيلة يتوسطها براد شاي، بينما يجتمع كل افراد الأسرة بحميمية، لاحتساء الشاي حيث التكافل، والتماسك الأسري والاجتماعي. والرمزية والدلالة هنا أعمق من شرب الشاي نفسه. غير أن إشارات تبدل الأحوال وتلك الحميمية بدأت تسيطر على الحياة، فتكون الحسرة تحت عنوان «آه يا الصينية» على تلك «اللحظات» الحميمية بكل حرقة. وتحسر على أولئك الذين اجتمعوا حول «الصينية»:
- فين اللّي يجْمْعُو عْلِيكْ أهَلْ النِيَّة
- آه يا الصينية...
- دُوكْ اللّي يَونْسُوكْ.
- فِينْ أهْلْ الجُودْ وَالرْضَى..
- فَِينْ حْيَاتِي..
- فِينْ حُومْتِي ولِّي لِيا
- آه يَا الصِّينِيَّة..

ثم تنتقل الكلمات الزجلية إلى محيط أكبر، بتحسر على الأحوال وسوء الظرفية والحظ العاثر للكأس الخاص بالمتأسي، فيراه حزينا مختلفا عن بافي الكؤوس في الصينية. ويبدأ بطرح التساؤل: مال كاسي وحده من دون الكيسان حزين.. (لماذا يبدو كأسي حزينا هنا من دون الكؤوس !!
لتنطلق الكلمات
- ومَالْ كَاسِي حْزِين من بِين الْكِيسَانْ؟
- وَيَا نْدَامْتَِي وْمَالْ كَاسِي تَايه تَايْنِينْ زَادْ قُوَّا عْلِيَّا لحْزَانْ؟ (ويا نَدَامتي ما بالُ كأسي حزينٌ، تائه، يئن يزيد الحُزن علي قوة وشدّة!!)
- مَالْ كَاسِي بَاكِي وَحْدُه -مَالْ كَاسِي نَادْبْ حَظـُّه -مَالْ كَاسِي يَا وَعْدُه هَذَا نَكْدُه.. غَابْ سَعْدُه..آآآه يَا الصِّينِيَّة..

وفي مقطع آخر يزيد التساءل أكثر شدّة:
- يَا نْدَامْتِي وُمَالْ سُكْرِي عَاجْزْ يْزُولْ هَادْ لَمْرُورَة؟
- يَا نْدَامْتِي وُمَالْ نَعْنَاعِي عَاجْزْ يِطْلْقْ لْخْضُورَة.. مَالْ كُلّْ حَاجَة مَعْكُورَة؟
- مَالْ دَاتِي هَكْذَا مَهْجُورَة.. مَنْكُورَة مَقْهُورَة؟
- آهْ يَا الصِّينِيَّة. . .
- يَاللِّي مَا شْفْتُونِي رَحْمُوا عْلِيَّــا.. وَأَ نَا رَانِي مْشِيتْ وُالْهُولْ دَّانِــــي
- وَالدِاي واحْبَابِي مَا اسْخَاوْ بِيَّـا.. وبَحْرْ الغِيوَانْ مَا دْخَلْتُه بَلْعَانِـــي

ثم إلى مقطع آخر حيث تنتقل الكلمات الزجلية إلى صيغة الخطاب إلى الوالدين والمحبوبة وإلى أيام أُنس الماضي الآمن والأمين:
- وَإِلَى جِيتَكْ عْزِّينِي يِجْعْلْ ذَنْبْ الدَّنْيَا عْلِيكْ أنت اللِّي فَارْقْتِيِنِي
- وَتَانْعَيّْطْ للْشِيخِي مَا تْضِيقْ بِيَّا غَرَضْ الله بوعلام الجيلالي
- وَأَنَا رَانِي مْشِيتْ وَالْهَوْلْ دَّانِـــــــي، وَالديَا وَأحْبَابِي مَا سخَاوْ بِيَّــــــا، بَحْر الْغِيوَانْ مَا دْخْلْتُ بلْعَانِي.

### الصينية والمهدي بن بركة
في حوار مغ جريدة المساء نشر بتاريخ 26 - 06 - 2013 يقول الصحفي خالد الجامعي بما يشبه شهادة تأريخية عن تلك الفترة الغيوانية من سنوات السبعينيات من القرن العشرينّ، أن أغنية الصينية في صيغتها الأولى كانت أغنية سياسية مباشرة بدون إيحاءات في ذلك الوقت من عهد سنوات الرصاص (المغرب). وكان لها مدلول سياسي واضح، قبل أن تحذف مقطع «آش ذنب المهدي».. والمقصود بذلك هو المهدي بن بركة الذي اغتيل فيما يعرف بقضية المهدي بن بركة والتي لازالت تابعاتها إلى حد الآن لكشف الحقائق إنصافا للتاريخ وقضايا حقوق الإنسان، حيث تورطت تشير المعطيات المؤكدة إلى تورط فرنسا والمغرب، وبعض الجهات الأخرى (غير مؤكد) في قضية اغتيال المهدي بن بركة، وتعتبر أغنية الصينية أغنية سياسية بامتياز حسب خالد الجامعي لأن ذكرت قضية المهدي بن بركة، وهو الأمر الذي يعتبر مجازفة إلى التهلكة في تلك السنوات.

## وصلات خارجية
- وجدة سيتي: ناس الإيوان والعودة إلى ذاكرة السبعينيات